# Justh Zsigmond Városi Könyvtár
A Justh Zsigmond Városi Könyvtár Orosháza városának könyvtára. Nevét Justh Zsigmond magyar íróról, drámaíróról és a szentetornyai színház igazgatójáról kapta. A könyvtár jelenleg a Petőfi Művelődési Központ első emeletén található, egy gyerek- és felnőttkönyvtár részleggel.

## Története
Orosházán a Polgári Kör kiépített egy könyvtártermet, így már a századfordulóban is volt kísérlet egy könyvtár létrehozására. 
1945. december 29-én a községi közgyűlésen döntés született a városi rang megszerzéséről, amit 1946 januárjában nyert el Orosháza. A harmadik évforduló alkalmával az egykori Polgári Kör könyvtártermében Ortutay Gyula jelenlétében avatták fel a Városi Könyvtárat 1949. június 12-én. A könyvállomány a Polgári Kör anyaga és a Békés Megyei Körzeti Könyvtárból kapott könyvek alkották. Július 3-án nyitott meg az olvasók előtt kapuit,csütörtök és vasárnap délutáni nyitva tartással. 
1952. november 7-én egy minisztertanácsi határozat alapján a "városi" jelzőt megszüntették és Járási-Városi Könyvtár lett a neve. 1959-ig a járási község 13 letéti könyvtárának gyűjteményét gyarapította, továbbá felügyelte és dokumentummal látta el a többi könyvtárat. Azonban az Előd utca 3. szám alatt működött könyvtár kevés állománnyal és még kevesebb hellyel rendelkezett, aminek a szabadpolcos kölcsönzés bevezetése lett a megoldás. 
1978-ban a könyvtár elköltözött az Előd utca 15. alatti és melletti magánházakba, raktára a Könd utcában volt megtalálható. Ezzel a felnőtt- és gyermekkönyvtár külön lett választva. Ekkoriban az állomány elérte a tízezres számot. 1984 januárjában a könyvtár átköltözött a Dózsa György utca 7. szám alatti épületbe, amely egykor a Járási Hivatal épülete volt.
1999-ben a könyvtár ekkor ünnepelte fennállásának 50. évfordulóját és még az év őszében felvette Justh Zsigmond nevét.
2007 decemberében a könyvtár a Dózsa utcáról a Kossuth utcára, a Petőfi Művelődési Központ első emeletére költözött.